# Who Do U Love
Who Do U Love är en R&B-låt skriven av Larry L. Campbell II och Vassal Benford och inspelad av den kanadensiska sångerskan Deborah Cox. Låten finns med på Cox självbetitlade debutalbum Deborah Cox (1995). I låtens refräng frågar sångerskan sin älskare; "If you don't want me, if you really don't need me, if you really don't love me, then who do you love?".
"Who Do U Love" släpptes som albumets andra singel den 15 januari 1996 och klättrade snabbt uppför listorna, både i och utanför USA. Singeln debuterade på en 74:e plats på amerikanska Billboard Hot 100 och nådde tolv veckor senare en 17:e plats. Midtempo-spåret hade större framgång på USA:s R&B-lista där den tog sig till en 12:e plats och tillbringade sammanlagt 20 veckor på listan. Låten sålde över 500,000 kopior enbart i USA och blir en av Deborahs kommersiellt framgångsrikaste musiksinglar i karriären. Internationellt blir "Who Do U Love" sångerskans första och hittills enda topp-tio hitt i Nya Zeeland samt den hittills[när?] sista musiksingeln från sångerskan att ta sig in på Australiens singellista. Låten klarade även att klättra högre än föregångaren på de flesta musiklistor singeln tog sig in på. 

## Format och innehållsförteckningar
- Amerikansk CD-singel

1. "Who Do U Love" - 4:23

- Who Do U Love - Vinyl Record

1. "Who Do U Love (Radio Edit)
2. "Who Do U Love (Album Version)

- Who Do U Love 12" Singel

1. "Who Do U Love (Radio Edit)
2. "Who Do U Love (Album Version)
3. "Just Be Good to Me"

## Listplaceringar
| Lista (1996)                                | Topp position |
| ------------------------------------------- | ------------- |
| Australiens singellista                     | 11            |
| Kanadas Canadian Hot 100                    | 15            |
| Nya Zeelands singellista                    | 2             |
| Storbritanniens UK Singles Chart            | 31            |
| Amerikanska Billboard Hot 100               | 17            |
| Amerikanska Billboard Hot R&B/Hip-Hop Songs | 12            |
| Amerikanska Billboard Pop Songs             | 28            |
| Amerikanska Billboard Hot Dance Club Play   | 1             |